# أدريان ليكوفرور (فلم)
أدريان ليكوفرور (بالإنجليزية: Adrienne Lecouvreur) هو فيلم سيرة ذاتية أبيض وأسود فرنسي ألماني إنتاج عام 1938 أخرجه مارسيل ليربيه وبطولة إيفون برنتيمبس وبيير فريسناي وجوني أستور. الفيلم إنتاجًا مشتركًا بين البلدين، وتم تصويره في استوديوهات يو اف ايه في برلين. وقد استند إلى مسرحية أدريان ليكوفرور عام 1849 من تأليف يوجين سكريب وإرنست ليغوفيه حول حياة الممثلة في القرن الثامن عشر أدريان ليكوفرور. وأمير بولندي تربطهما علاقة حب مشؤومة، تم تصميم مجموعات الفيلم من قبل إرنست إتش ألبريشت وأنتون ويبر.